# Починок (Ленинградская область)
Починок (до 1948 года Алапуусти, фин. Alapuusti) — посёлок в Ларионовском сельском поселении Приозерского района Ленинградской области.

## Название
Ala означает нижняя. Топоним Puusti, вероятно, происходит от русского слова пустошь.
16 января 1948 года на основании постановления общего собрания рабочих и служащих совхоза «Остамо» исполком Норсиокского сельсовета принял решение о переименовании деревни Алапуусти в посёлок Молочное. Спустя несколько месяцев посёлок был вторично переименован в Починок. Переименование было закреплено указом Президиума ВС РСФСР от 13 января 1949 года.

## История
Упоминается в 1745 году на карте Ингерманландии и Карелии, как деревня Алапустоне.
- Деревня Алапустоне на русской карте 1745 года

По переписи 1920 года на хуторах, составляющих Алапуусти, проживали 565 человек. При этом в состав Алапуусти административно входила деревня Остамо.
- Деревня Ала Пуусти на финской карте 1923 года

До 1939 года деревня Алапуусти входила в состав Кякисалмского сельского округа Выборгской губернии Финляндской республики. К 1939 году её население сократилось до 482 человек, из них мужчин было — 223, женщин — 259.
До Зимней войны жители деревни занимались преимущественно сельским хозяйством. В деревне была школа, магазин компании Kakisalmen Osuuskaupan, а также дом молодёжи и спорта.
С января 1940 года — в составе Карело-Финской ССР.
С 1 августа 1941 года по 31 июля 1944 года финская оккупация.
С 1 ноября 1944 года, в составе Норсъйокского сельсовета Кексгольмского района Ленинградской области.
С 1 октября 1948 года учитывается как посёлок Починок в составе Ларионовского сельсовета Приозерского района. 
С 1 февраля 1963 года — в составе Выборгского района.
С 1 января 1965 года — вновь в составе Приозерского района. В 1965 году население посёлка составляло 358 человек. 
В 1966, 1973 и 1990 годах посёлок входил в состав Ларионовского сельсовета. По данным 1973 года в посёлке Починок находился административный центр сельсовета.
В 1997 году в посёлке Починок Ларионовской волости проживали 1218 человек, в 2002 году — 1084 человека (русские — 91 %).
В 2007 году в посёлке Починок Ларионовского СП проживали 1196 человек, в 2010 году — 1050 человек.

## География
Посёлок расположен в северо-восточной части района на автодороге А121 «Сортавала» (Санкт-Петербург — Сортавала — автомобильная дорога Р-21 «Кола»). 
Расстояние до административного центра поселения — 4 км. Расстояние до районного центра — 9 км.
Расстояние до ближайшей железнодорожной станции Приозерск — 10 км.
Через посёлок протекает река Луговая.

## Демография
| 2007 | 2010  | 2017  |
| ---- | ----- | ----- |
| 1196 | ↘1050 | ↗1136 |

## Улицы
Береговая, Брусничка, Заречная, Леншоссе, Лесная, Огородный переулок.